# نهولونباي

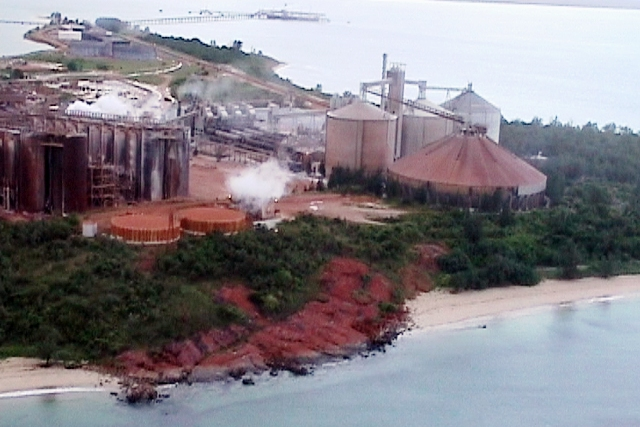
مصنع الألومينا في نهولونباي، يونيو 2000

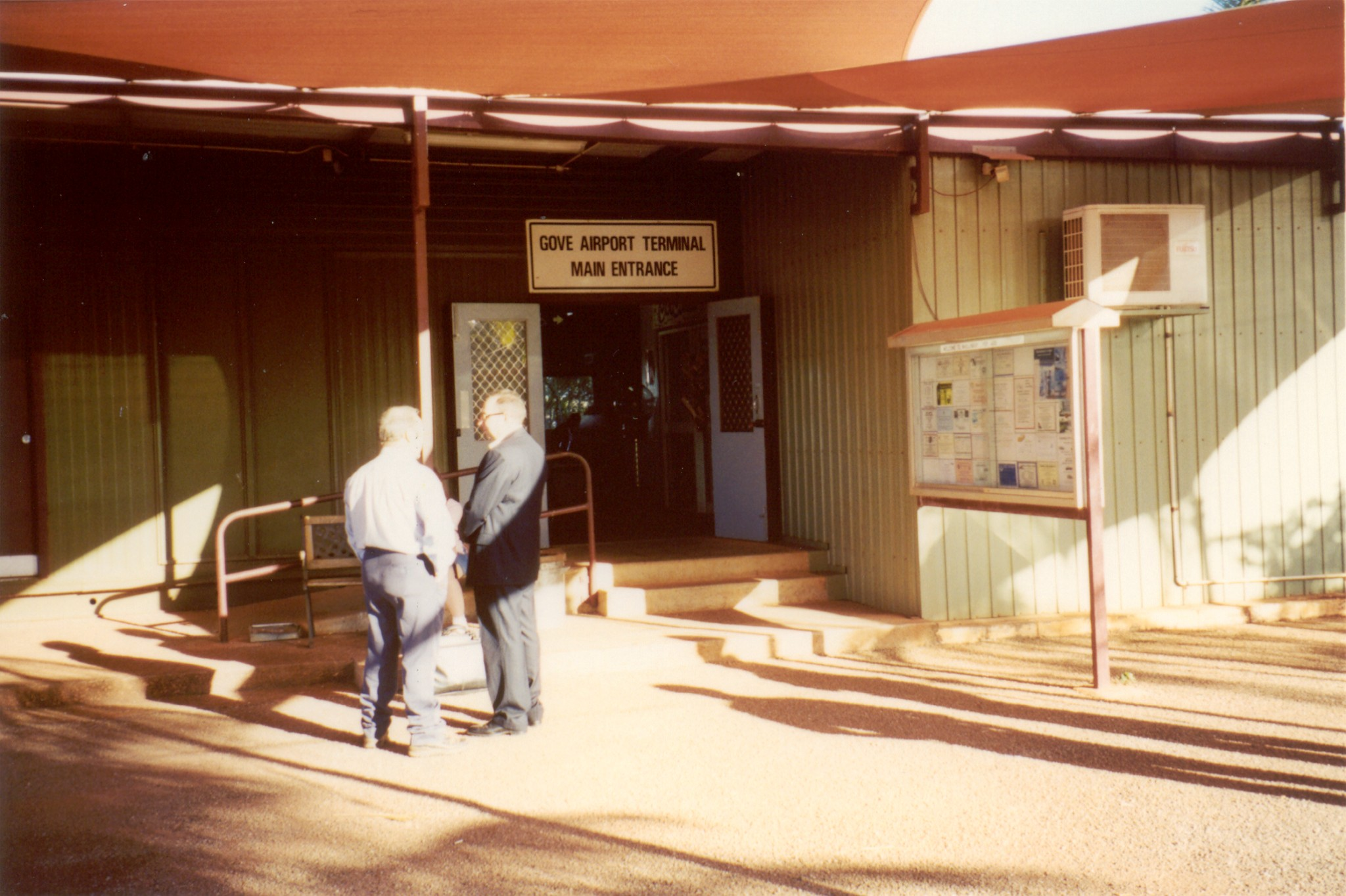
مبنى المطار القديم في مطار جوف.

نهولونباي هي مدينة محلية في الإقليم الشمالي لأستراليا . تأسست هذه المدينة في شبه جزيرة جوف في شمال شرق أرنهيم لاند عندما تم إنشاء منجم للبوكسيت وميناء عميق في أواخر الستينيات، وكان اقتصاد المدينة يدور إلى حد كبير حول مصفاة الألومينا الخاصة حتى تم إغلاقها في مايو 2014 .
في سنة 2021، بلغ عدد سكان منطقة نهولونبوي 3350 نسمة.

## مناخ
تتمتع نهولونباي بمناخ السافانا الاستوائي . تعتبر درجات الحرارة عالية طوال العام مع ليالي دافئة جدًا. يستمر موسم الأمطار من ديسمبر إلى مايو اضافة الى هطول أمطار متواصلة وغزيرة جدًا. تهطل الأمطار خلال موسم الجفاف بصفة نادرة ومحدودة للغاية.كما تبلغ درجة الحرارة 23.8 درجة مئوية اي بمعدل 42.8 درجة بمقياس فهرنهايت.

## روابط خارجية
- أرشيف تاريخ منطقة ألكان 19-07-2008
- منظمة ليروي للسياحة
- Nhulunbuy - موضوع - ABC News
- تدير شركة Nhulunbuy بلدة Nhulunbuy